# Angiosperm Phylogeny Group
| Portal | Portal:Botanik |

Angiosperm Phylogeny Group er en internationalt sammensat gruppe af botanikere med speciale inden for plantesystematik og -taxonomi. Gruppen arbejder med at skabe enighed om de dækfrøede planters taxonomi i lyset af den hastigt forøgede viden om systematik på molekylært niveau.
De dækfrøede planter (der også kendes som angiospermer, Angiospermae, Anthophyta eller Magnoliophyta) er én af de grupper af organismer, hvor klassifikationen er blevet mest påvirket, efterhånden som de molekylære data er blevet kortlagte. Det indflydelsesrige klassifikationssystem, som blev skabt af den amerikanske botaniker Arthur Cronquist i 1981, er blevet sat under forøget pres i løbet af 1990'erne. De nye metoder har skabt forhåbninger om at nå det klassiske mål: at lade klassifikation afspejle afstamning.

## Ny klassifikation
De mange hastige ændringer i tilvante klassifikationer skaber problemer for undervisere, forfattere og encyklopædister. Ved at samle forskere fra de vigtigste institutioner over hele verden og lade dem offentliggøre resultater i fællesskab, har Angiosperm Phylogeny Group søgt at skabe en stabil referenceramme. Det vigtigste skridt var offentliggørelsen af den såkaldte APG-systematik i 1998.
Systematikken bygger på to sæt af gener i planternes kloroplaster og et sæt, som koder for dannelse af ribosomer. Denne udvælgelse af gener fra cellens organeller er betydningsfuld, for den zoologiske taxonomi bruger på tilsvarende måde gener fra mitochondrierne. Fordelen er, at arvemassen i cellens organeller er delvist adskilt fra cellekernens arveanlæg, for både kloroplaster og mitokondrier har deres eget DNA (i realiteten DNA fra symbiotiske prokaryoter). Rækkefølgen i nukleotiderne ændres med en anden hastighed end den, som cellekernens arveanlæg er underlagt.
APG's publikationer betragtes i stigende grad som den vedtagne referenceramme.

## Første revision: 2003
Den første reviderede version af systematikken blev offentliggjort i 2003, og den betegnes for det meste som APG II 2003 eller bare APG II. De vigtigste fornyelser var:
- Der bruges ikke længere videnskabelige navne over det niveau, som betegnes ved ordenerne. Derimod arbejder man med større grupperinger af ordener, som f.eks. ægte Tokimbladede, enkimbladede og rosider.
- Et betydeligt antal af tidligere usikkert anbragte plantegrupper er nu placeret i ordener.
- Der er skabt alternative klassifikationer for visse grupper, hvor f.eks. familierne kan betragtes enten som adskilte eller som dele af en større familie. Under APG II betegnes den slags familiegrupper som "parentetiske" grupper.

## Anden revision: 2009
Den anden reviderede udgave af den fylogenetiske systematik blev offentliggjort i 2009, og den betegnes som APG III 2009 eller bare APG III. De vigtigste fornyelser var:
- APG III systemet anerkender alle de 45 ordener fra det foregående system sammen med 14 nye.
- Systemet anerkender nu 415 familier, hvilket er 42 færre end i det foregående system. 44 af "parentes-familier" er slettet sammen med 18 andre familier.
- Der er optaget 20 nye familier i systemet, og nogle få er blevet flyttet.
- Antallet af familier uden for de eksisterende ordener er skåret ned til 10.
- Der er stadig tvivl om placeringen af familien Icacinaceae.
- Slægterne Gumillea, Nicobariodendron og Petenaea er anbragt under dækfrøede som incertae sedis.

## Bidragydende til AGP
Blandt de institutioner, der er de væsentligste bidragydere til APG II klassifikationen, kan nævnes følgende:
- Kungliga Vetenskapsakademien (Det kongelige, svenske videnskabsakademi)
- Uppsala Universitet
- Den kongelige botaniske have, Kew i England,
- University of Maryland, College Park i USA
- University of Florida i USA
- Missouris botaniske have i USA

Desuden er der kommet bidrag fra mange andre institutioner og enkeltpersoner over hele verden.

## Interne henvisninger
- APG system (1998)
- APG II system (2003)
- APG III system (2009)
- APG IV system (2016)